# Lindsaea reniformis
Lindsaea reniformis là một loài thực vật có mạch trong họ Dennstaedtiaceae. Loài này được Dryand. miêu tả khoa học đầu tiên năm 1797.